# Zala Predators 2012
Questa voce raccoglie le informazioni riguardanti gli Zala Predators nelle competizioni ufficiali della stagione 2012.

## Divízió II 2012

### Stagione regolare
| 7 aprile 2012 3ª giornata | Zala Predators | 19 – 18 (d.t.s.) | Tata Mustangs |  |

| 28 aprile 2012 6ª giornata | Pécs Gringos | 0 – 41 | Zala Predators |  |

| 13 maggio 2012 8ª giornata | Zala Predators | 41 – 0 | Veszprém Wildfires |  |

| 3 giugno 2012 11ª giornata | Újbuda Rebels 2 | 35 – 6 | Zala Predators |  |

| 17 giugno 2012 13ª giornata | Haladás Crushers | 24 – 7 | Zala Predators |  |

## Statistiche di squadra
| Competizione      | %Vittorie | In casa | In casa | In casa | In casa | In casa | In casa | In trasferta | In trasferta | In trasferta | In trasferta | In trasferta | In trasferta | Totale | Totale | Totale | Totale | Totale | Totale |
| Competizione      | %Vittorie | G       | V       | N       | P       | Pf      | Ps      | G            | V            | N            | P            | Pf           | Ps           | G      | V      | N      | P      | Pf     | Ps     |
| ----------------- | --------- | ------- | ------- | ------- | ------- | ------- | ------- | ------------ | ------------ | ------------ | ------------ | ------------ | ------------ | ------ | ------ | ------ | ------ | ------ | ------ |
| Stagione regolare | .600      | 2       | 2       | 0       | 0       | 60      | 18      | 2            | 1            | 0            | 2            | 54           | 59           | 5      | 3      | 0      | 2      | 114    | 77     |
| Totale            | .600      | 2       | 2       | 0       | 0       | 60      | 18      | 3            | 1            | 0            | 2            | 54           | 59           | 5      | 3      | 0      | 2      | 114    | 77     |